# Tarot
Tarot — финская группа, играющая хеви-метал. Наиболее известны они своей песней «Wings of Darkness» из альбома 1986 года Spell of Iron. Группа никогда не была очень известна за пределами Финляндии, но приобрела достаточно широкую известность, когда бас-гитарист Марко присоединился к Nightwish.

## История

### 1985—2003
Первоначально, коллектив был организован братьями Хиетала в начале 80-х. В те времена группа называлась Purgatory (в переводе с англ. — «чистилище»). Но как только дело дошло до записи, руководство лейбла захотело, чтобы Purgatory сменили название. С тех пор группа стала известна как Tarot (в переводе с англ. — «таро»). Тогдашний состав был следующим — Марко Хиетала (бас-гитара/вокал), Сакари Хиетала (гитара), Мако Х. (гитара) и Пеку Киннари (ударные).
Сингл Wings of Darkness вышел в свет в 1986 году, в этом же году группа выпустила первый полноформатный альбом, Spell of Iron. Следующий альбом, Follow Me Into Madness, вышел двумя годами позже.
После второго альбома в группе произошло затишье, за это время состав немного сменился, и вместо второго гитариста (Мако Х.) пришёл клавишник Янне Тольса. Через пять лет вышел третий альбом, To Live Forever, который был окончательно записан в 1993 году. Диски Tarot хорошо продавались в Японии, поэтому их первый живой альбом вышел в 1994 году только там. Концерт записывали в клубе «Tavastia», что в Хельсинки. Тем не менее, некоторые песни из живого альбома всё же вышли в следующем году в ограниченном издании вместе со следующим студийным альбомом, Stigmata.
И снова затишье, после которого, в 1998 году вышел For The Glory of Nothing. В этом же году, в Японии, вышел сборник Shining Black. Пока группа бездействовала, Марко играл в Conquest и Sinergy. Также он участвовал в некоторых концертах с другими участниками Conquest как кавер-группа Metal Gods. В 2002 году Марко присоединился к группе Nightwish, кроме того, некоторого внимания удостоился и Tarot. Янне Тольса играл на клавишных для альбома Secret Visions группы Virtuocity, а Марко спел для него несколько песен. В конце лета 2002 года Tarot провели специальный концерт в Куопио, в котором играли песни только из первых двух альбомов.
В 2003 сборник Shining Black был выпущен и в других странах. Tarot подписали контракт со Spinefarm Records и выпустили новый студийный альбом, Suffer Our Pleasures. Несмотря на то, что альбом хорошо продавался в Финляндии, в других странах это было не так.

### 2003—2006
В это время Марко был занят группой Nightwish. Янне выпустил альбом с Eternal Tears of Sorrow и множество концертов с индастриал-метал-группой Turmion Kätilöt.
Ранней весной 2006 года звукозаписывающая компания Bluelight Records выпустила коллекцию из первых шести альбомов группы с большим количеством бонусного материала: невыпущенных демо, концертных и специальных версий некоторых песен и несколько каверов.
Фанаты годами ждали перевыпуска и коллекция была настолько удачной, что когда в мае 2006 года Tarot выпустили новый сингл, You, он вышел на первую строку финских чартов, в первый раз за всё время существования группы.
В это же время бэк-вокалист Томми Сальмела становится полноправным участником Tarot, более чем через 10 лет работы c группой.
Tarot снова поменяли лейбл и теперь работают с KingFoo Entertainment в Финляндии и с Nuclear Blast в Европе.
Альбом Crows Fly Black вышел в 2006 году.

### 2007—2010
Группа ездила с концертами до 2007 года, когда Марко приступил к записи очередного альбома Nightwish — Dark Passion Play.
11 июня 2008 года Tarot выпускают концертный DVD «Undead Indeed», который был записан в их родном городе Куопио 17 августа 2007 года.
Из-за занятости Марко в Nightwish и Delain в период с 2008 по 2009 год группа дала всего несколько концертов.
Тем временем Янне и Зак сочиняют тексты песен предстоящего альбома Gravity Of Light.
С окончанием мирового тура с Nightwish Марко присоединяется к работе над новым альбомом.
Несмотря на то, что предварительная работа над альбомом была завершена уже в августе 2009,а к финальной записи альбома Tarot приступили только в январе 2010.
В феврале, когда альбом уже был готов, Tarot выпускают сингл I Walk Forever.
10 марта 2010 года альбом вышел в Финляндии на лейбле King Foo Entertaiment и до конца марта занимал второе место в финском чарте альбомов.
В остальной Европе альбом вышел 23 апреля, а в Америке только 8 июня.

## Состав

### Текущий состав
- Марко Хиетала — вокал, бас-гитара, акустическая гитара (с 1982)
- Сакари Хиетала — гитара (с 1982)
- Янне Тольса — синтезатор (с 1988)
- Томми Сальмела — вокал, семплер (с 2006)

### Бывшие участники
- Мако Х. — гитара (1982—1986)
- Пеку Cиннари — ударные (1982—2016)

## Дискография

### Альбомы
- Spell of Iron (1986)
- Follow Me into Madness (1988)
- To Live Forever (1993)
- To Live Again (Live; 1994)
- Stigmata (1995)
- For the Glory of Nothing (1998)
- Suffer Our Pleasures (2003)
- Crows Fly Black (2006)
- Undead Indeed (Live 2CD; 2008)
- Gravity of Light (2010)[1]
- The Spell of Iron MMXI (2011)
- Shining Black: The Best of Tarot 1986-2003 (2015)
- Gravity of Light (2020)

### Синглы и EP
- Wings of Darkness (1986)
- Love's Not Made For My Kind (1986)
- Rose on the Grave (1988)
- Angels of Pain (1995)
- As One (1995)
- Warhead (1997)
- The Punishment (1998)
- Undead Son (2003)
- You (2006)
- I Walk Forever (2010)

### Сборники
- Shining Black (1999)
- Metallic Emotions (2007)

### DVD
- Undead Indeed (2008)